# Monopetalanthus hedinii
Monopetalanthus hedinii là một loài rau đậu thuộc họ Fabaceae.
Nó chỉ được tìm thấy ở Cameroon.
Nó bị đe dọa do mất môi trường sống.